# Amphoe Pong Nam Ron
Amphoe Pong Nam Ron (Thai: อำเภอ โป่งน้ำร้อน) ist ein Landkreis (Amphoe – Verwaltungs-Distrikt) im Osten der Provinz Chanthaburi. Die Provinz Chanthaburi liegt im Osten der Zentralregion von Thailand. 

## Geographie
Benachbarte Landkreise (von Südwesten im Uhrzeigersinn): die Amphoe Khlung, Makham, Khao Khitchakut und Soi Dao der Provinz Chanthaburi. Im Osten liegen die Provinzen Battambang und Pailin von Kambodscha.

## Geschichte
Der Unterbezirk (King Amphoe) Pong Nam Ron wurde am 25. Juli 1941 in den vollen Amphoe-Status erhoben.

## Verwaltung

### Provinzverwaltung
Der Landkreis Pong Nam Ron ist in fünf Tambon („Unterbezirke“ oder „Gemeinden“) eingeteilt, die sich weiter in 47 Muban („Dörfer“) unterteilen.
| Nr. | Name          | Thai     | Muban | Einw.  |
| --- | ------------- | -------- | ----- | ------ |
| 01. | Thap Sai      | ทับไทร    | 09    | 12.680 |
| 02. | Pong Nam Ron  | โป่งน้ำร้อน | 13    | 10.787 |
| 04. | Nong Ta Khong | หนองตาคง | 10    | 09.311 |
| 09. | Thep Nimit    | เทพนิมิต   | 08    | 05.018 |
| 10. | Khlong Yai    | คลองใหญ่  | 07    | 04.791 |

Hinweis: Die fehlenden Geocodes beziehen sich auf die Tambon, aus denen heute Amphoe Soi Dao besteht.

### Lokalverwaltung
Es gibt vier Kommunen mit „Kleinstadt“-Status (Thesaban Tambon) im Landkreis:
- Thap Sai (Thai: เทศบาลตำบลทับไทร) bestehend aus Teilen des Tambon Thap Sai.
- Pong Nam Ron (Thai: เทศบาลตำบลโป่งน้ำร้อน) bestehend aus den Teilen der Tambon Thap Sai, Pong Nam Ron.
- Nong Ta Khong (Thai: เทศบาลตำบลหนองตาคง) bestehend aus dem kompletten Tambon Nong Ta Khong.
- Khlong Yai (Thai: เทศบาลตำบลคลองใหญ่) bestehend aus dem kompletten Tambon Khlong Yai.

Außerdem gibt es zwei „Tambon-Verwaltungsorganisationen“ (องค์การบริหารส่วนตำบล – Tambon Administrative Organizations, TAO)
- Pong Nam Ron (Thai: องค์การบริหารส่วนตำบลโป่งน้ำร้อน) bestehend aus Teilen des Tambon Pong Nam Ron.
- Thep Nimit (Thai: องค์การบริหารส่วนตำบลเทพนิมิต) bestehend aus dem kompletten Tambon Thep Nimit.